# Култура Узбекистана
Култура Узбекистана је култура народа Узбекистана, који живи и ради на територији Узбекистана, и људи узбечког етничког поријекла који живе у другим државама.
Иако се култура Узбекистана састоји углавном од Узбекистана, она такође укључује неколико етничких група и култура. Године 1995. Узбеци су чинили око 71,5% становништва Узбекистана. Највећи диоо осталих националности су Руси (8,4%), Таџици (иако се чини да је већина, 5%, али се сматра да је много више), Казаси (4,1%), Татари (2,4%) и Каракалпаци (2,1%) и остале групе су Јермени и Корио-Сарам. Број не-домаћих који живе у Узбекистану постепено се смањује како Руси и друге мањинске групе одлазе, а Узбеци се враћају из других дијелова бившег Совјетског Савеза.

## Језици Узбекистана
Узбечки је службени језик Узбекистана. Други најчешћи језик је руски. Каракалпачки, казахстански, туркменски и таџички језици се изучавају у образовним институцијама. Године 1993. донијета је одлука о преласку са ћирилице на латиницу.

## Културно насљеђе
Мјеста културне баштине у Узбекистану уписана на Унескову листу свјетске баштине укључују:
- Историјски центар Бухаре (1993)
- Историјски центар Шахрисаба (2000)
- Ичан Кала (1990)
- Самарканд – Раскршће култура (2001)

## Религија
У Узбекистану живи 88% муслимана (сунита), 9% хришћана, а остали су представници других вијера. У земљи је регистровано укупно 16 вјерских конфесија.

## Едукација
Узбекистан има високу стопу писмености са око 98% одраслих старијих од 15 година који могу да читају и пишу. Међутим, са само 76% популације млађе од 15 година која је тренутно уписана у образовање, ова бројка би могла пасти у будућности. Узбекистан је наишао на озбиљне буџетске недостатке у свом образовном програму. Закон о образовању из 1992. године започео је процес теоријске реформе, али се физичка база погоршала, а ревизија наставног плана и програма била је спора.

## Традиција и обичаји
Узбеци прослављају Нову годину у прослави званој Јанги Јил. Ките новогодишњу јелку, Нову годину прослављају, дарују једни друге. Они певају и слушају традиционалну узбечку музику док вечерају, а послије вечере стиже човјек обучен као Дједа Мраз и Отац Вријеме настављају славље. У поноћ пјевају узбечку химну како би дочекали нову годину и наставили да славе.
Штавише, најпопуларнији празник за Узбеке је Новруз, и сматра се да је најисторијски. Разнобојне народне ношње и разноврсна јела на постављеном столу представљају главни образац празника. Међутим, главно јело празника је сумалак, који треба да се кува цијелу ноћ.

## Кухиња
Узбечка кухиња је под утицајем локалне пољопривреде, као и у већини народа. У Узбекистану постоји велика производња житарица, тако да су хљеб и резанци важни, а узбечка кухиња је окарактерисана као „богата резанцима“. Овчетина је популарна сорта меса због обиља оваца у земљи и дио је разних узбечких јела. Узбечко славно јело је палов (плов или ош), главно јело које се обично прави од пиринча, комада меса и рендане шаргарепе и лука. Јутарњи пилав (Узбечки језик Oshi Nahor), служи се у раним јутарњим сатима (између 6 и 9 ујутро) великим окупљањима гостију, обично као дио текућег свадбеног славља. Друга значајна национална јела су: шурпа (шурва или шорва), супа од крупних комада масног меса (обично овчетине) и поврћа; норин и лагман, јела на бази резанаца која се могу послужити као супа или главно јело; манти, чучвара и сомса, пуњени џепови тијеста који се служе као предјело или главно јело; димлама (чорба од меса и поврћа) и разни ћевапи, који се обично служе као главно јело.
Зелени чај је национални топли напитак који се пије током дана; чајане (Узбечки језик chaikhanas) су од културног значаја. У Ташкенту се преферира уобичајенији црни чај, и зелени и црни чај се обично узимају без млијека или шећера. Чај је увек уз оброк, али је и пиће гостопримства, које се сваком госту аутоматски нуди зеленим или црним. Ајран, напитак од охлађеног јогурта, популаран је љети, али не замјењује топли чај.
Употреба алкохола је мање распрострањена него на западу, али вино је релативно популарно за муслиманску нацију јер је Узбекистан углавном секуларан. Узбекистан има 14 винарија, од којих је најстарија и најпознатија Винарија Ховренко у Самарканду (процењена 1927). Винарија Самарканд производи низ десертних вина од локалних сорти грожђа: Гуљакандоз, Ширин, Алеатико и Кабернет ликерное (буквално каберне десертно вино на руском). Узбекистанска вина су добила међународне награде и извозе се у Русију и друге земље Централне Азије.
Избор десерта у бухарској јеврејској и узбекистанској кухињи је ограничен. Типична свечана трпеза завршава се воћем или компотом од свјежег или сувог воћа, затим орашастим плодовима и халвом са зеленим чајем. Бухарски јеврејски специјалитет за госте шабатског поподнева је Chai Kaymoki – мјешани зелени чај, супротно стандардној узбечкој пракси, са издашном дозом млијека (у размерама 1:1) и кашиком маслаца у чајнику. Чај се понекад посипа сецканим бадемима или орасима прије сервирања.

## Умјетност

### Музика
Узбечка народна музика је заснована на монодији. Састоји се од много различитих жанрова. Главне врсте народних пјесама су обредне (породичне обредне, календарске, успаванке и др.) и необредне (термин, кошук, лапаро, јала, ашула) пјесме.
Достони - епске приче - заузимају посебно место у музици Узбекистана. Главни класични фонд професионалне музике усмене традиције заузимају маком – циклична вокална и инструментална дјела. Народни музички инструменти Узбекистана су гиџак, кобуз, сато, сетор, домбра, дутар, танбур, оуд, дојра, чанг итд.
Под утицајем руске музике, европски музички жанрови - симфоније, музичке драме и опере - почели су да продиру у узбечку културу током совјетске владавине.
Јулдуз Усманова је једна од најпознатијих модерних поп пјевачица Узбекистана.

### Књижевност
Најпознатији представници узбечке књижевности су Агахи, Алишер Навој, Бабур, Лутфи, Машраб, Мукими, Мунис Хорезми, Нодира, Физули, Фуркат, Увајси и други. Класични жанр узбекистанске књижевности чине рубаија, касида и газал.

### Усмена књижевност
Узбечка књижевност се развијала на основу усменог и писаног народног стваралаштва. Усмено поетско стваралаштво Узбека представљено је пословицама, изрекама, бајкама и дастаном - епским жанром. Међу последњима су херојски еп "Алпамиш-Батир", херојско-романтични еп "Хорогли" (има 40 заплета), "Кунтугмиш", "Ширин и Шокар". Дастан, попут бајке, има традиционални клише заплета. Узбечки фолклор има богат еп, укључује многе легенде и епске пјесме.
Најчешће у фолклору Узбекистана постоје радне, љубавне, обредне пјесме, од којих се неке помињу већ у 9. вијеку. Међу њима су дуге пјесме "Кусхик" и свадбени "Јар-јар". Најпознатији народни приповједач био је Ергаш Џуманбулбул-огли.
Узбечке бајке су углавном о животињама и са елементима фантазије. Важно мјесто заузима жанр латифа, што значи анегдота. Најпознатији пример Латифа су вицеви о Насрадин хоџа, који је разоткрио Канове и Бегове.

### Писмена књижевност
Класична књижевност на перзијском језику одиграла је значајну улогу у формирању узбечке писане књижевности. Град Самарканд је крајем 14. вијека био културни центар. Ту су живели пјесници и научници као што су Алишер Навој (1441-1501) и персијски пјесник Џами (1414-1492). У 15. вијеку Лутфи је написао пјесму о идеалној љубави "Гул и Новруз". Књижевност прве половине 19. вијека представљају пјесници Мухамед Шариф Гулкани, Макхмур, Агахи и други.
Агахи је написао чувено дјело "Талисман љубавника". Пјесници Завки, Мукими, Закирјан Фуркат, Дилшад, Отар-огли, Аваз и Анбар-Атин били су представници прогресивно-демократског правца књижевности. Они су постали оснивачи реалистичког одраза стварности и увели друштвене и политичке теме у узбечку књижевност.

## Установе културе
- Креативно-продукцијско удружење "Узбектеатр"
- Државна институција "Узбекконцерт"
- Генерална дирекција Међународног музичког фестивала „Шарк Тароналари“
- Дирекција академских, народних и умјетничких колектива
- Оркестри (симфонијски, камерни, народни инструменти)
- Републиканско удружење "Узбекдерџсирк"
- Републички методолошко-информативни центар
- Кућа креативне омладине
- Републички научно-методички центар народног стваралаштва и културно-просвјетног рада
- Главно истраживачко-производно одјељење за заштиту коришћења објеката културног насљеђа
- Управљање умјетничком експертизом
- Републички фонд "Узбекмузеј", музеји републике

У Републици ради око 40 позоришта, укључујући Државно академско велико позориште Алишер Навој, Државно академско руско драмско позориште Узбекистана, Илхом театар и конзерваторијум. Национални симфонијски оркестар Узбекистана дао је велики допринос умјетности.

## Спорт
Узбекистан је дом бившег бициклисте Џамолидина Абдужапарова који је три пута освајао бодове на Тур де Франсу, сваки пут освајајући жељени зелени дрес. Зелени дрес је други после жуте. Абдужапаров је био специјалиста за побјеђивање у етапама на турнејама или једнодневним тркама када би група или пелотон завршили заједно. Често би 'спринтао' у посљедњем километру и имао је репутацију опасног у овим гомилама спринтева јер би се у спринту кретао један до другог. Ова репутација му је донела надимак „Терор Ташкента“. Артур Тајмазов освојио је прву рвачку медаљу за Узбекистан на Летњим олимпијским играма 2000., као и двије златне медаље на Летњим олимпијским играма 2004. и Летњим олимпијским играма 2008. у категорији до 120 кг за мушкарце.
Руслан Чагајев је професионални боксер који представља Узбекистан у ВБА. Освојио је ВБА титулу шампиона 2007. године, пошто је побиједио Руса Николаја Валуева. Чагајев је два пута бранио титулу прије него што ју је изгубио од Владимира Кличка 2009.
Узбекистан је дом Међународног удружења куреш. Кураш је интернационализован и модернизован облик традиционалне узбечке борбене вјештине Куреша.
Фудбал је најпопуларнији спорт у Узбекистану. Прва фудбалска лига Узбекистана је Узбечка лига, у којој учествује 16 тимова. Актуелни шампион је ФК Буњодкор, а тим са највише шампионата је ФК Пахтакор Ташкент са осам. Тренутни играч године (2010) је Сервер Ђепаров. Узбекистан редовно учествује у АФК Лиги шампиона и АФК купу. Насаф је освојио АФЦ куп 2011. године, што је први међународни клупски куп за узбечки фудбал.
Прије стицања независности Узбекистана 1991. године, земља је била дио фудбалских, рагби савеза, хокејашке, кошаркашке и рукометне репрезентације Совјетског Савеза. Након што се Узбекистан одвојио од Совјетског Савеза, Узбекистан је створио сопствени фудбалски, рагби савез и футсал репрезентације.
Остали популарни спортови у Узбекистану укључују рагби јунион, рукомет, бејзбол, хокеј на леду, кошарку и футсал.

## Галерија
- Национална горња одјећа Узбекистана
- Бухарски пилав
- Посуђе у музеју (Ташкент)
- Традиционални текстил (Ташкент)
- Победа атлетичара Џамолидина Абдужапарова
- Фудбалска репрезентација Узбекистана (2011)